# Pan Snów
- Pan Snów (The Dream Master). Powieść autorstwa amerykańskiego pisarza Rogera Zelazny’ego, zaliczana jednocześnie do kanonu literatury pięknej jak i fantastycznej. W Polsce wydana została w roku 1991 przez wydawnictwo Atlantis w tłumaczeniu Roberta Reszki.

Pan Snów jest opowieścią o człowieku, który śni za innych, zajmuje się snami jako przedmiotem swojego zawodu. Cierpi na tym jego świadomość, która z wolna zaczyna się rozpadać zacierając jednocześnie granicę między jawą a snem. Charls Render (tytułowy bohater) staje się ofiarą własnego snu, przyzwyczajony do swej mocy kreacji świata w snach podejmuje próbę stworzenia świata snów dla innej osoby, próbuje z ociemniałej kobiety stworzyć „Panią Snów” by móc dzielić się władzą nad snami.
- Pan Snów. Saga z gatunku fantasy autorstwa Magdaleny Świerczek. W 2014 roku na rynku wydawniczym pojawił się pierwszy tom: Sen o Niczym.

Pan Snów jest utworem onirycznym. Opowiada o Ostatnim Strażniku Równowagi, Śniącym, który ucieka przed rozpadem świata - Snu Twórców - we własne senne marzenie. Tworzy krainę dla niechcianych istot z Wysypiska Dusz i zamyka się w niej, popadając w marazm. Poza jego świadomością w krainie rodzi się spisek, nazywany Planem Szakala, mający uratować niszczejący świat.